# Стародубцева Альона Василівна
Альона Василівна Стародубцева (рос. Алёна Васильевна Стародубцева; нар. 14 березня 1985) — російська борчиня вільного стилю, дворазова срібна призерка чемпіонатів Європи, дворазова срібна призерка Кубків світу. Майстер спорту Росії міжнародного класу з вільної боротьби.

## Життєпис
Боротьбою почала займатися з 1996 року. Була срібною призеркою чемпіонату світу 2003 року серед юніорів. Чемпіонка (2004) та бронзова призерка (2005) чемпіонатів Європи серед юніорів. Срібна (2001) та бронзова призерка (2002) чемпіонатів Європи серед кадетів. Чемпіонка Росії 2015 року. Срібна (2008) та бронзова призерка (2007, 2009, 2011, 2014, 2016) чемпіонатів Росії. Бронзова призерка Кубку Росії 2014 року. Виступала за клуб «Віктор» з Красноярська. Тренери — Віктор Алексєєв, Віктор Райков.

## Спортивні результати на міжнародних змаганнях

### Виступи на Чемпіонатах світу
| Змагання                        | Збірна | Вагова категорія          | Місце |
| ------------------------------- | ------ | ------------------------- | ----- |
| Чемпіонат світу з боротьби 2008 | Росія  | жіноча боротьба, до 72 кг | 5     |

### Виступи на Чемпіонатах Європи
| Змагання                         | Збірна | Вагова категорія          | Місце  |
| -------------------------------- | ------ | ------------------------- | ------ |
| Чемпіонат Європи з боротьби 2009 | Росія  | жіноча боротьба, до 72 кг | Срібло |
| Чемпіонат Європи з боротьби 2016 | Росія  | жіноча боротьба, до 75 кг | Срібло |
| Чемпіонат Європи з боротьби 2017 | Росія  | жіноча боротьба, до 75 кг | 7      |

### Виступи на Кубках світу
| Змагання                    | Збірна | Вагова категорія          | Місце  |
| --------------------------- | ------ | ------------------------- | ------ |
| Кубок світу з боротьби 2002 | Росія  | жіноча боротьба, до 72 кг | 7      |
| Кубок світу з боротьби 2004 | Росія  | жіноча боротьба, до 72 кг | 4      |
| Кубок світу з боротьби 2006 | Росія  | жіноча боротьба, до 72 кг | 5      |
| Кубок світу з боротьби 2014 | Росія  | жіноча боротьба, до 75 кг | Срібло |
| Кубок світу з боротьби 2015 | Росія  | жіноча боротьба, до 75 кг | Срібло |

### Виступи на інших змаганнях
| Змагання                                                  | Збірна | Вагова категорія          | Місце  |
| --------------------------------------------------------- | ------ | ------------------------- | ------ |
| Гран-прі Німеччини з боротьби 2002                        | Росія  | жіноча боротьба, до 72 кг | Срібло |
| Klippan Lady Open 2004                                    | Росія  | жіноча боротьба, до 72 кг | Срібло |
| Klippan Lady Open 2007                                    | Росія  | жіноча боротьба, до 72 кг | Золото |
| Klippan Lady Open 2008                                    | Росія  | жіноча боротьба, до 72 кг | 5      |
| Золотий Гран-прі з боротьби 2008                          | Росія  | жіноча боротьба, до 72 кг | Срібло |
| Гран-прі «Іван Яригін» 2009                               | Росія  | жіноча боротьба, до 72 кг | Золото |
| Klippan Lady Open 2009                                    | Росія  | жіноча боротьба, до 72 кг | Золото |
| Гран-прі Німеччини з боротьби 2009                        | Росія  | жіноча боротьба, до 72 кг | 14     |
| Золотий Гран-прі з боротьби 2009                          | Росія  | жіноча боротьба, до 72 кг | 5      |
| Золотий Гран-прі з боротьби 2010 (Баку)                   | Росія  | жіноча боротьба, до 72 кг | 5      |
| Золотий Гран-прі з боротьби 2011 (Красноярськ)            | Росія  | жіноча боротьба, до 72 кг | Срібло |
| Золотий Гран-прі з боротьби 2011 (Баку)                   | Росія  | жіноча боротьба, до 72 кг | Бронза |
| Золотий Гран-прі з боротьби 2012 (Красноярськ)            | Росія  | жіноча боротьба, до 72 кг | Бронза |
| Золотий Гран-прі з боротьби 2012 (Кліппан )               | Росія  | жіноча боротьба, до 72 кг | 5      |
| Відкритий кубок Монголії з боротьби 2014                  | Росія  | жіноча боротьба, до 75 кг | Бронза |
| Гран-прі Німеччини з боротьби 2014                        | Росія  | жіноча боротьба, до 75 кг | Бронза |
| Гран-прі Іспанії з боротьби 2014                          | Росія  | жіноча боротьба, до 75 кг | Срібло |
| Відкритий чемпіонат Польщі з боротьби 2014                | Росія  | жіноча боротьба, до 75 кг | 8      |
| Вогні Москви 2014                                         | Росія  | жіноча боротьба, до 75 кг | Золото |
| Відкритий кубок Росії з боротьби 2014                     | Росія  | жіноча боротьба, до 75 кг | Бронза |
| Гран-прі «Іван Яригін» 2015                               | Росія  | жіноча боротьба, до 75 кг | Срібло |
| Klippan Lady Open 2015                                    | Росія  | жіноча боротьба, до 75 кг | 5      |
| Гран-прі Німеччини з боротьби 2015                        | Росія  | жіноча боротьба, до 75 кг | 5      |
| Відкритий чемпіонат Польщі з боротьби 2015                | Росія  | жіноча боротьба, до 75 кг | 8      |
| Кубок Алроси 2015                                         | Росія  | жіноча боротьба, до 75 кг | Золото |
| Тестовий турнір UWW 2016                                  | Росія  | жіноча боротьба, до 75 кг | 7      |
| Klippan Lady Open 2016                                    | Росія  | жіноча боротьба, до 75 кг | 10     |
| Олімпійський кваліфікаційний турнір з боротьби 2016 (Їго) | Росія  | жіноча боротьба, до 75 кг | 8      |
| Чемпіонат Росії з боротьби 2016                           | Росія  | жіноча боротьба, до 75 кг | Бронза |
| Гран-прі «Іван Яригін» 2017                               | Росія  | жіноча боротьба, до 75 кг | Срібло |
| Klippan Lady Open 2017                                    | Росія  | жіноча боротьба, до 75 кг | Бронза |
| Чемпіонат Росії з боротьби 2017                           | Росія  | жіноча боротьба, до 75 кг | Бронза |
| Гран-прі «Іван Яригін» 2018                               | Росія  | жіноча боротьба, до 76 кг | 7      |
| Чемпіонат Росії з боротьби 2018                           | Росія  | жіноча боротьба, до 72 кг | Бронза |
| Гран-прі «Іван Яригін» 2019                               | Росія  | жіноча боротьба, до 72 кг | 7      |

### Виступи на змаганнях молодших вікових груп
| Змагання                                       | Збірна | Вагова категорія          | Місце  |
| ---------------------------------------------- | ------ | ------------------------- | ------ |
| Чемпіонат світу з боротьби серед юніорів 2003  | Росія  | жіноча боротьба, до 72 кг | 4      |
| Чемпіонат Європи з боротьби серед юніорів 2004 | Росія  | жіноча боротьба, до 72 кг | Золото |
| Чемпіонат світу з боротьби серед юніорів 2005  | Росія  | жіноча боротьба, до 72 кг | Срібло |
| Чемпіонат Європи з боротьби серед юніорів 2005 | Росія  | жіноча боротьба, до 72 кг | Бронза |
| Чемпіонат Європи з боротьби серед кадетів 2001 | Росія  | жіноча боротьба, до 70 кг | Срібло |
| Чемпіонат Європи з боротьби серед кадетів 2002 | Росія  | жіноча боротьба, до 70 кг | Бронза |